# Пятая авеню
Пя́тая авеню́ (англ. Fifth Avenue) — улица в центре Манхэттена в Нью-Йорке; одна из самых известных, респектабельных и дорогих улиц в мире, на которой находится множество эксклюзивных бутиков.
Пятая авеню берёт начало у Вашингтон-Сквер-парка в Гринвич-Виллидж и ведёт на север через Мидтаун вдоль восточной стороны Центрального парка, далее через Верхний Ист-Сайд и Гарлем, и заканчивается у пролива Гарлем-Ривер. Обилие памятников архитектуры, исторических и культурных центров, модных бутиков и эксклюзивных магазинов сосредоточено именно на этой улице Нью-Йорка.

## Описание
Авеню делит остров Манхэттен на две части и является точкой отсчёта для улиц Нью-Йорка: улицы на восток от авеню называются восточными (East), например, Восточная 15-я улица (англ. East 15th Street). Та же улица, но к западу от Пятой авеню будет называться Западная 15-я улица (англ. West 15th Street). Нумерация домов возрастает от Пятой авеню, так что ближайший к ней дом на 15-й Восточной улице будет иметь номер 1, так же и ближайший к Пятой авеню дом на 15-й Западной улице будет иметь номер 1. Нумерация улиц возрастает с юга на север. Такая схема позволяет определить по адресу тот перекрёсток, на котором находится дом, и расстояния в кварталах между двумя адресами.
Пятая авеню — одна из немногих крупных улиц района Манхэттен, где никогда не ходили трамваи. Изначально по ней курсировали большие двухъярусные автобусы, но они были упразднены. От 135-й улицы до Вашингтон-сквер движение по Пятой авеню одностороннее (с 1966 года), двустороннее движение по Пятой авеню возможно только к северу от 135-й улицы. С 2008 года рассматривается вопрос о том, чтобы вновь пустить по Пятой авеню двухэтажные автобусы, как это было до 1953 года.

## Достопримечательности

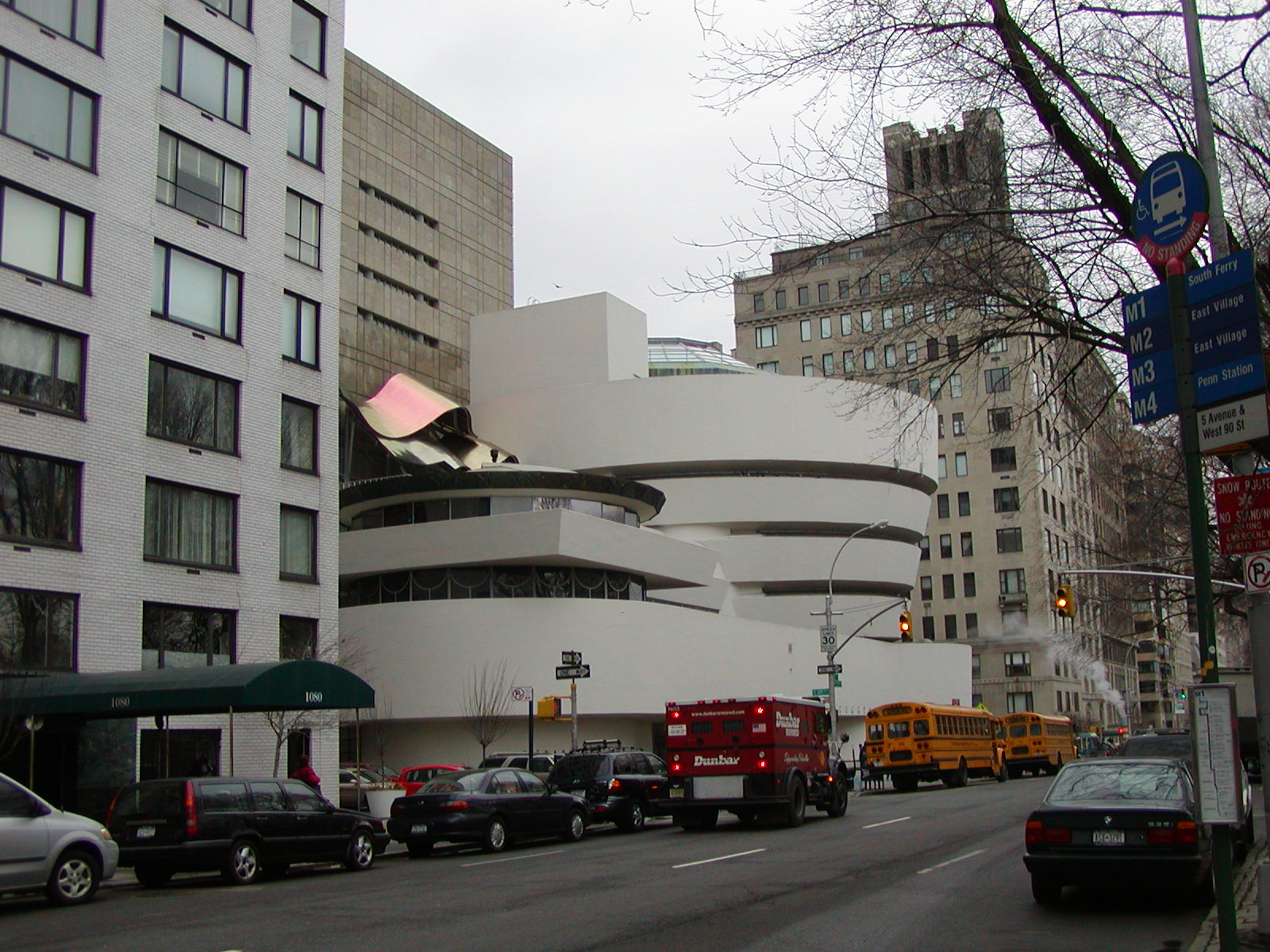
Музей Соломона Гуггенхайма на Пятой авеню

Многие достопримечательности и символы Нью-Йорка расположены вдоль Пятой авеню. К ним можно отнести Эмпайр-стейт-билдинг на углу 34-й улицы, Нью-Йоркскую публичную библиотеку между 40-й и 42-й улицами, Рокфеллеровский центр и Собор Святого Патрика.
Отрезок Пятой авеню с 82-й по 105-ю улицу получил название Музейная миля благодаря большому количеству музеев на этом участке. В частности, здесь находятся Метрополитен-музей, Музей Соломона Гуггенхайма, Национальный музей дизайна, Музей Нью-Йорка, Новая галерея и другие. Другое название этого участка авеню — «Миля миллионеров» — закрепилось за ним в ранних 1920-х, когда самые богатые горожане начали строить здесь свои виллы.
На главном торговом проспекте Манхэттена с 34-й по 60-ю улицы находятся филиалы магазинов, предлагающие предметы роскоши, такие как Apple, Tiffany & Co., Cartier, Burberry, Gucci, Louis Vuitton, Chanel, Brooks Brothers, Prada, Hermès, Salvatore Ferragamo, Bulgari, Emilio Pucci, Armani Exchange, Coach Inc., Escada, Christian Dior, Victoria's Secret, Lacoste, Fendi, Sephora, Versace, Kenneth Cole, Sak's Fifth Avenue, H.Stern, Harry Winston, Henri Bendel, Emanuel Ungaro, Peter Fox, Banana Republic, Hugo Boss и Bergdorf Goodman и другие.

## Галерея

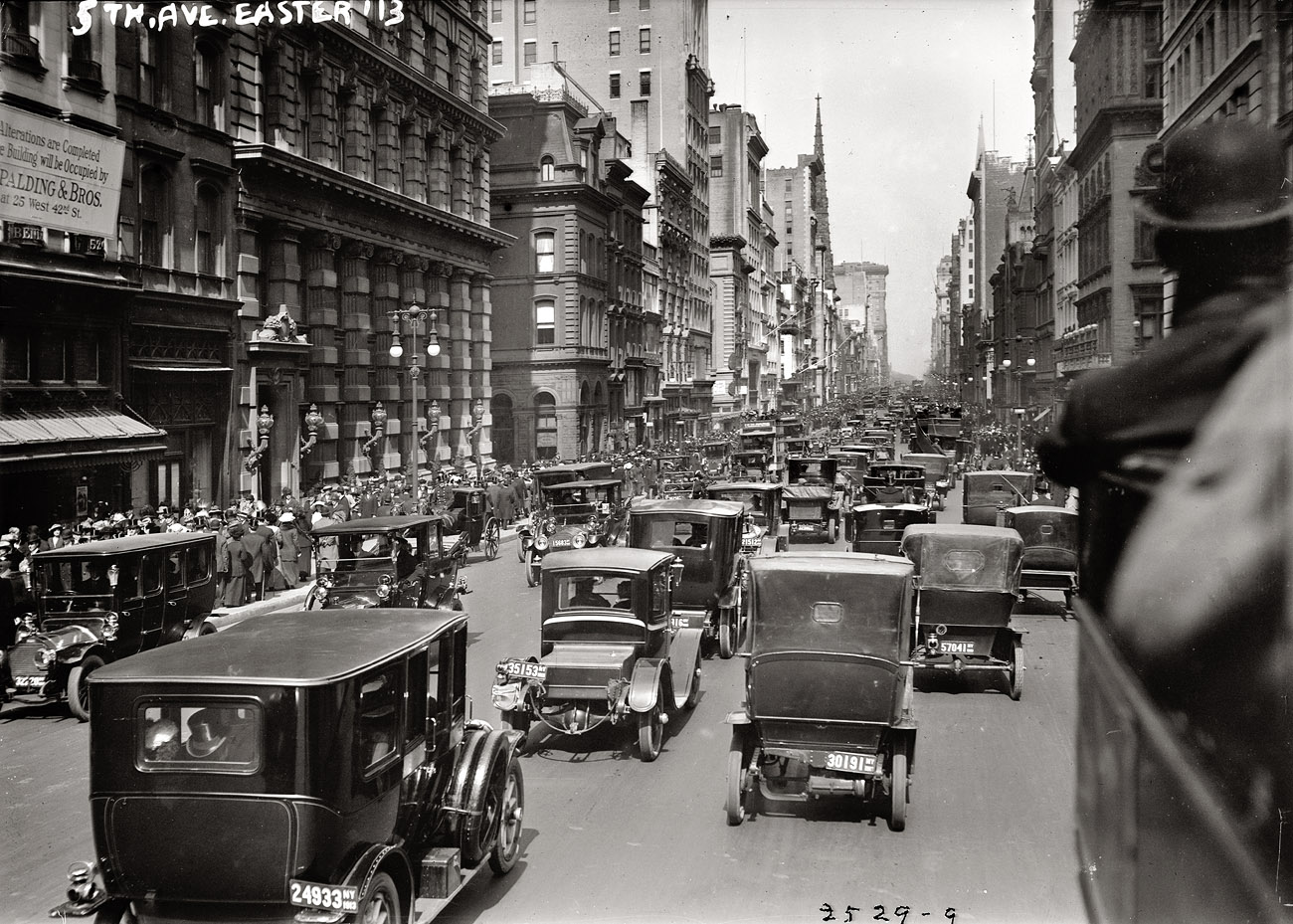
Пятая авеню в 1913 году
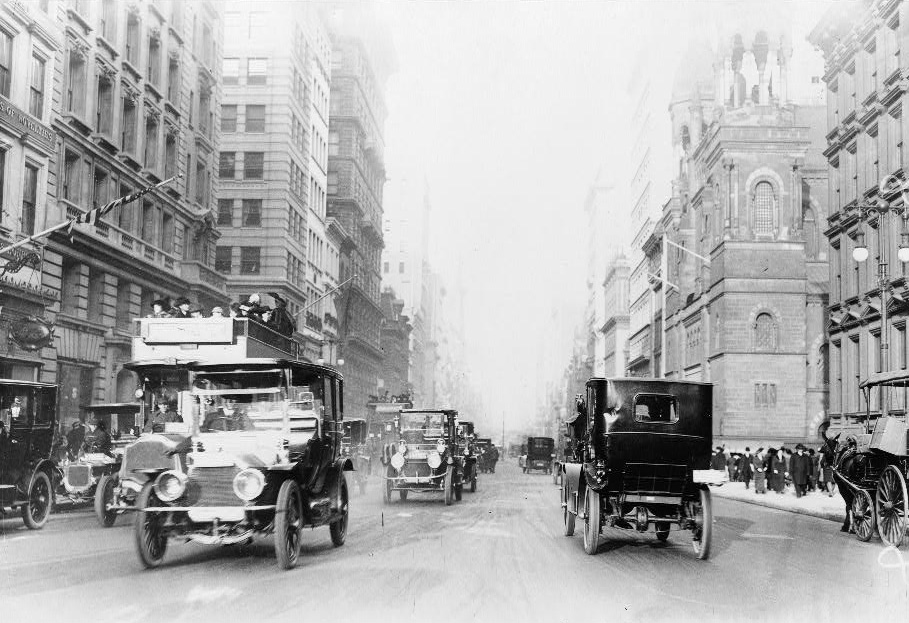
Пятая авеню в 1918 году
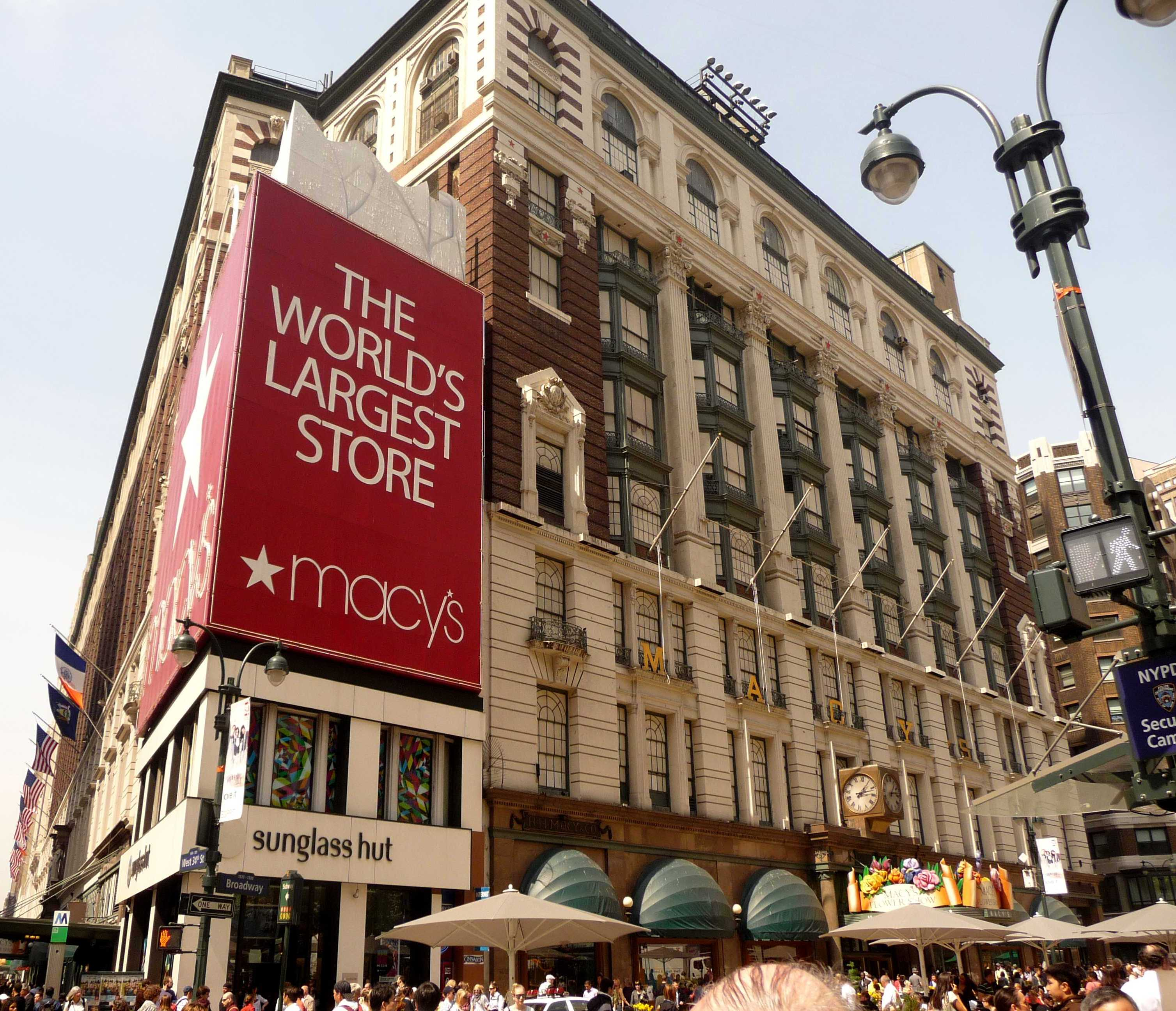
Универмаг Macy's в Нью-Йорке на 5-й авеню